# Kenneth
Kenneth er et drengenavn, der er en angliseret afledning af det piktiske navn "Cinoid" eller det goideliske navn "Cináed", og det betyder muligvis "ild-hoved" eller "født af ild". Navnet har kan også stamme fra andre sprog som det irsk-gæliske navn "Coinneach" med betydningen "den smukke" samt fra det walisiske "Cenydd" eller "Cennydd" (navnet på en walisisk helgen fra det 6. århundrede). Det gamle engelske "Cyneath" betyder muligvis "royal ed", men kan også være en af de tidligste angliserede afledninger af det skotsk-piktiske navn.
På dansk anvendes ud over Kenneth også en række varianter: Ken, Kenn, Kenny, Kenno, Kenni, Kennet, Kenney, Kennie, Kent og Kenth. I alt bærer lidt flere end 23.000 danskere et af disse navne ifølge Danmarks Statistik.
Den 11. oktober er St. Kenneths dag.

## Kendte personer med navnet
- Kennet Andersson, svensk fodboldspiller.
- Kenneth Bager, dansk DJ og producer.
- Kenneth Branagh, engelsk skuespiller.
- Kenneth Carlsen, dansk tennisspiller.
- Kenny Dalglish, skotsk fodboldspiller og -træner.
- Kenny Drew, amerikansk/dansk jazzmusiker.
- John Kenneth Galbraith, amerikansk økonom.
- Ken Gudman, dansk trommeslager.
- Kenneth Jonassen, dansk badmintonspiller.
- Kent Kirk, dansk politiker og tidligere minister.
- Kenneth Knudsen, dansk tangentspiller.
- Kenneth Krabat, dansk forfatter.
- Ken Livingstone, engelsk politiker.
- Ken Loach, engelsk filminstruktør.
- Kent Martinussen, dansk arkitekt.
- Kent Nielsen, dansk fodboldspiller og -træner.
- Kenneth H. Olsen, amerikansk ingeniør og virksomhedsleder.
- Kenneth Perez, dansk fodboldspiller.
- Kenneth Plummer, dansk tv-direktør.
- Kenny Rogers, amerikansk countrysanger.
- Kenneth Simsby, dansk ekstrem cykelrytter.
- Kenneth Thompson, amerikansk datalog.
- Kenneth Thordal, dansk musiker.
- Ken Vedsegaard, dansk skuespiller.
- Kenneth Zohore, dansk fodboldspiller.

## Navnet anvendt i fiktion
- Kenny Nickelman er en figur i den danske komedieserie Langt fra Las Vegas. Han spilles af Frank Hvam.
- Kent Brockman er en figur i tegnefilmserien The Simpsons.
- Kenny McCormick er en figur i tegnefilmserien South Park.
- Kenny vs. Spenny er en canadisk komisk tv-serie.
- Clark Kent er Supermans alias.

## Andre betydninger
- Kent er navnet på et grevskab i England.
- Kent er navnet på et svensk orkester.
- Kent County er navnet på et amt i Delaware, USA.